# 加托·蘇布羅托
加托·苏布罗托（ Gatot Soebroto ，1907年10月10日－1962年6月11日），另译加铎·苏布罗托，是一位印度尼西亚将军，他在荷兰皇家东印度陆军开启了军事生涯，并晋升为陆军副参谋长。

## 早期生活
苏布罗托出生于中爪哇省普禾加多。他在欧洲小学开始接受教育，这是一所为欧洲人孩子开设的小学，但因与荷兰孩子打架而被开除。然后，他转到一所为印度尼西亚人开设的荷印學校。从这所小学毕业后，他先工作了一段时间后决定从军。

## 独立前的军事生涯
1923年，加托就读于马吉冷的军校。毕业后，他加入了荷兰皇家东印度陆军（KNIL）并晋升为中士。1942年，日本入侵荷属东印度群岛，加托加入了鄉土防衛義勇軍（PETA），这是日本为应对盟军进攻而成立的一支军队。他在茂物接受训练，并被任命为万由马士县的连长，然后是营长。
加托是前荷兰皇家东印度陆军士官之一，其中包括未来的总统苏哈托和未来的陆军参谋长阿末·雅尼，他们在印尼陸軍的前身——人民安全局（BKR）成立后就加入了该机构。 1946年10月5日，他被任命为中爪哇第二师/古农查蒂师的指挥官。1948年5月31日，他成为宪兵司令，同年晚些时候成为梭罗-三寶壟-巴蒂縣-茉莉芬地区的军政府首长。他参与了镇压茉莉芬事件的行动。1949年7月，陆军司令蘇迪曼返回当时的首都日惹后不久，他就前往日惹。他在那里生病了，不得不在班底拉比医院接受治疗。
1949年8月3日，蘇卡諾总统宣布与荷兰停火，爪哇军区司令纳苏蒂安决定重组师，以应对荷兰可能进行第三次“警察行动”的威胁。中爪哇省的第三师和第四师合并，加托·苏布罗托被任命为师长，尽管他当时仍在医院。他于11月20日正式就任，担任更名为第三师/迪博尼哥罗师的指挥官，该师于12月成为第四/蒂博尼哥羅军区。他以此身份向他的旅长蘇哈托发出警告，警告他建立了一家使用陆军车辆的运输企业，而未来的总统设立该企业是为了为退伍军人提供就业机会。
1952年3月，加托迁往望加錫，接管第七/威拉布阿纳军区的指挥权，该军区覆盖爪哇岛和加里曼丹以东的印度尼西亚全境。然而，11月16日，他被其参谋长喬普·瓦魯中校逮捕并驱逐。这是针对官员的一系列小规模政变之一，这些官员被指责参与了1952年10月17日事件，当时军队在雅加达总统府前示威，要求解散立法机构。尽管加托支持示威活动，但他当时并不在雅加达。随后，他因该事件而面临被置于非现役状态 ，或从军队辞职的窘境。

## 政治生涯

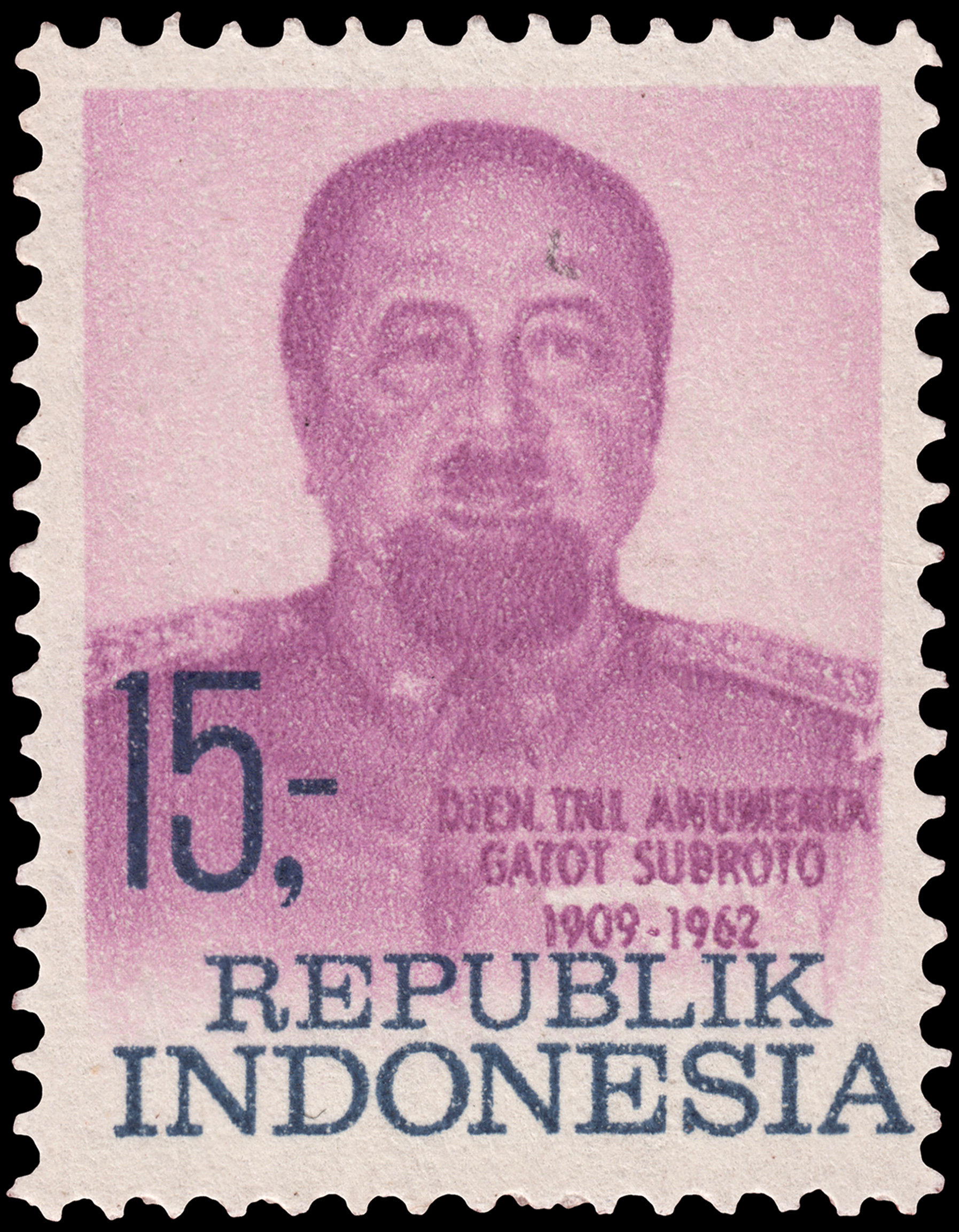
1969年邮票上的苏布罗托

1953年5月20日，他参加了由纳苏蒂安（同样不活跃）在西爪哇省图古主持的会议，会议决定建立一个政党，“为回归1945年宪法精神而奋斗”。该党被称为印度尼西亚独立支持者联盟（IPKI）。该党在1955年的选举中赢得四个席位，加托·苏布罗托成为代表中爪哇的印度尼西亚立法机构成员。

## 重返军队
选举后不久，内阁和陆军开始任命陆军参谋长，以接替尚未正式上任的代理总司令卢比斯上校。加托·苏布罗托作为“妥协候选人”出现，但由于担心受到其他警官的操纵而拒绝了这份工作。他告诉内阁，如果他们想要一名高素质的官员，他们应该召回纳苏蒂安担任该职务。纳苏蒂安于1955年11月7日正式连任。次年，加托·苏布罗托被任命为副参谋长，一直担任该职位直至去世。
1959年，他与纳苏蒂安一起召集了当时主要政党的特别会议，说服他们支持恢复1945年宪法的提议，该宪法已在九年前被废除，取而代之的是1950年临时宪法。各方最终达成一致，并于1959年10月5日通过总统令重新实施1945年宪法。 
同年晚些时候，纳苏蒂安和加托·苏布罗托决定不对蘇哈托采取进一步行动，因为苏哈托因参与走私被揭露而被解除迪博尼哥罗师的职务。
加托·苏布罗托于1962年6月11日在雅加达突然去世，并以佛教葬礼安葬在三宝垄温加兰镇附近的Kalirejo村。一周后，第 222/1962号总统令宣布他为印度尼西亚国家英雄。